# Mohammad Ebrahim Hemmat
Pour les articles homonymes, voir Ebrahim.
 (septembre 2016).
Le contenu est difficilement compréhensible vu les erreurs de traduction, qui sont peut-être dues à l'utilisation d'un logiciel de traduction automatique.
Mohammad Ebrahim Hemmat  (en persan: محمد ابراهیم همت) né le 2 avril 1955, en iran, à Shahreza (en persan : شهرضا) et mort le 14 mars 1984, est un des commandants du Corps des Gardiens de la révolution islamique à Isfahan.

## Biographie

### Formation
Après l'obtenu d'un diplôme d'études secondaires, Mohammad Ebrahim Hemmat est entré au collège de formation des enseignants de l'université d'Ispahan, en Iran.
Après le service militaire, il a enseigné l'histoire à l'école secondaire.

### Après la victoire de la révolution islamique
Après la révolution islamique, Hemmat a formé le Comité de la Révolution islamique et le Corps des Gardiens de la révolution islamique (CGR) de Shahreza. Hemmat a été nommé directeur des Relations publiques du CGR à Shahreza. En 1980, il a été envoyé à Paveh (en persan: پاوه), Kurdistan. Il a été commandant du CGR à Paveh pendant deux ans.

### Pendant la guerre Iran-Irak
Quand l'Irak a envahi l'Iran, Hemmat rejoint les forces militaires à la brigade Muhammad Rasool-Allah.
Il a joué un rôle important pendant l'Opération Victoire Indéniable et l'Opération Beit ol-Moqaddas comme commandant adjoint de la brigade Muhammad Rasool-Allah. Il a participé à l'opération Beit ol-Moqaddas et à la libération de Khorramshahr.

### Décès
Il a été tué pendant l'Opération Khaybar, à l'âge de vingt-huit ans. Sa dépouille repose dans le cimetière des martyrs de Shahreza.

## Opérations militaires
- Opération Victoire Indéniable
- Opération Tariq al-Qods (en persan : عملیات طریق‌القدس)
- Opération Beit ol-Moqaddas[3]
- Opération Ramadan
- Opération Kheibar (en persan : عملیات خیبر)
- Intervention militaire israélienne au Liban de 1982